# Ruka Natami
Ruka Natami (jap. 屶網瑠夏 Natami Ruka; ur. 29 czerwca 2002) – japońska zapaśniczka walcząca w stylu wolnym. Szósta w Pucharze Świata w 2022. Druga na MŚ U-23 w 2024. Mistrzyni świata juniorów w 2022, a także kadetów w 2019 roku.